# ニッポン!いじるZ
『ニッポン!いじるZ』（にっぽん!いじるぜ）とは2011年10月13日（12日深夜）から2013年3月21日（20日深夜）までTBSで放送された木曜未明（水曜深夜）のお笑いバラエティ番組である。

## 概要
本番組は日本各地でキャラを持った人々を発掘していじっていき、育成する一味変わったお笑い番組である。また、2007年10月から2011年9月まで放送された『あらびき団』の実質的な後継番組と位置づけられていた。司会には『あらびき団』から続投の東野幸治と藤井隆、アシスタントとしてTBSアナウンサーの田中みな実が起用された。本番組のタイトルである『ニッポン!いじるZ』の「Z」の読み方は「ゼ」と読ませるが、東野は「ゼット」と読むことが多い。

## 放送企画
ぶらりいじるZ
ゴメス・ピーター・エイミーの3人が全国各地をぶらり旅する中で、発掘したキャラを持った人々をいじっていく。
ぶらりつくるZ
東野ゴメス幸治が、ピーターとエイミーに手作りで日本の郷土料理を振る舞う企画。しかし、ゴメスが一番料理ができないという事実が発覚し、ピーター・エイミーも調理に参加する羽目となった。
ご当地人間いじるZ!
「あなたの街に住みますプロジェクト」で47都道府県に暮らして活動する「住みます芸人」がご当地の名物人間を紹介する。名物人間の紹介前には「住みます芸人」がご当地のお土産を持参し、ゴメス・ピーター・エイミーが試食するのが恒例となっている。第3回のみ特別賞だZ・MVPだZに輝いたご当地名物人間に豪華商品がプレゼントされていたが、第4回以降はA賞・B賞・C賞のいずれかがプレゼントされている。
よしもと47ご当地市場いじるZ
なんばグランド花月内の「よしもと47ご当地市場」に出店されている47都道府県の名産品を紹介。
Welcome! 誰でもいじるZ
番組公式Twitterなどで出演者を募集し、出演者をいじっていく。

## 出演者
レギュラー
- ゴメス：東野幸治
- ピーター：藤井隆 - 名前の由来はピーターから[3]。
- エイミー：田中みな実（当時TBSアナウンサー） - エイミーは田中の本名のミドルネームである。
- 愛実 - ナレーション兼務

ゲストアナウンサー
- マリア（エイミーの先輩）：枡田絵理奈（当時TBSアナウンサー、2012年8月8日）
- アニー（エイミーの姉）：青木裕子（当時TBSアナウンサー、2012年10月10・17・24日、12月19日）
- シルビア（エイミーのライバル）：加藤シルビア（TBSアナウンサー、2012年11月7・28日、12月5・12日）

## 放送リスト
＊放送日は前日深夜の日付である。

## ネット局
| 放送対象地域   | 放送局            | 系列    | 放送開始日     | 放送日時                 | 遅れ     |
| -------------- | ----------------- | ------- | -------------- | ------------------------ | -------- |
| 関東広域圏     | TBSテレビ（TBS）  | TBS系列 | 2011年10月12日 | 水曜 25時25分 - 25時55分 | 制作局   |
| 新潟県         | 新潟放送（BSN）   | TBS系列 | 2011年10月20日 | 木曜 24時55分 - 25時25分 | 8日遅れ  |
| 山梨県         | テレビ山梨（UTY） | TBS系列 | 2011年10月25日 | 火曜 25時25分 - 25時55分 | 13日遅れ |
| 愛媛県         | あいテレビ（ITV） | TBS系列 | 2011年10月25日 | 水曜 25時10分 - 25時40分 | 14日遅れ |
| 長崎県         | 長崎放送（NBC）   | TBS系列 | 2011年10月27日 | 木曜 24時25分 - 24時55分 | 15日遅れ |
| 鳥取県・島根県 | 山陰放送（BSS）   | TBS系列 | 2011年10月28日 | 金曜 24時20分 - 24時50分 | 16日遅れ |
| 長野県         | 信越放送（SBC）   | TBS系列 | 2011年11月1日  | 火曜 24時50分 - 25時20分 | 20日遅れ |
| 沖縄県         | 琉球放送（RBC）   | TBS系列 | 2011年11月3日  | 木曜 24時50分 - 25時20分 | 22日遅れ |
| 大分県         | 大分放送（OBS）   | TBS系列 | 2012年10月1日  | 月曜 10時20分 - 10時50分 | 75日遅れ |
| 石川県         | 北陸放送（MRO）   | TBS系列 | 2012年10月24日 | 水曜 25時25分 - 25時55分 | 未定     |

### 不定期ネット局
- 熊本放送（RKK）：主に穴埋めとして放送。[5]
- 中部日本放送（CBC）：主に穴埋めとして放送。

### 過去のネット局
- チューリップテレビ（TUT）：2011年10月29日 - 12月24日
- 毎日放送（MBS）：2011年11月2日 - 2012年3月30日
- テレビユー山形（TUY）：2011年11月4日 - 2012年4月6日
- 東北放送（TBC）：2011年10月26日 - 2012年12月26日

## スタッフ
- 構成：松本真一、塩野智章、堀江B面、中野恵介、柴田健太郎
- カメラ：五十嵐陽、塚本康弘、久保田正路、津田欣典、福田禎之、高場功、藤光秀昭
- 音声：玉城善彦、新美淳司、宮澤志友、篠原佑典、安田すすむ、後藤龍幸、津田正義、村本達弥、的場泰平
- 音響：もろおかたつあき（九州編のみ）
- 技術協力：スウィッシュ・ジャパン、東通、株式会社東北共立、mabu、株式会社 九州東通、RCCフロンティア、麻布プラザ、CC Factory
- タイトル：ツイヒジ カズマサ
- メイク：飯田ユミ
- 美術協力：ALTX
- 編集：島田一浩、篠崎孝徳、島田皓世
- MA：中村豪仁
- 音効：佐藤卓嗣（278）
- PR：磯崎裕啓
- 編成：時松隆吉
- AP：坂川綾那
- 制作進行：須ノ内友恵→由茅奈保美
- 演出：川田忠仁
- ディレクター：田川裕也・長坂信行（共に途中まで）、但木洋光、森俊平、西村啓志
- 監修：堤本幸男
- プロデューサー：坂本直彦→野中雅弘→坂本直彦、今滝陽介
- 制作協力：バックアップメディア
- 製作：吉本興業、TBS

## エンディングテーマ曲
- 菅原紗由理「明日になる前に」（フォーライフミュージックエンタテイメント、2011年10月13日 - 12月21日）
- Mye「ふたつの片想い」（EMIミュージック・ジャパン、2012年1月4日 - 2月8日）
- ν「Restless Love」（EMIミュージック・ジャパン、2012年2月15日 - 5月2日）
- はやぶさ「ヨコハマ横恋慕」（ビクターエンタテインメント、2012年5月9日 - 7月25日）
- CHIHIRO「YES」（Smile Company、2012年8月1日 - 9月5日）
- CHIHIRO「どんなに離れても feat.SEAMO」（Smile Company、2012年9月12日 - 12月5日）
- SOFFet「なにもおこらないクリスマス」（rhythm zone、2012年12月12日 - 2013年1月9日）
- ZORO「NightRider」（BounDEE by SSNW、2013年1月16日 - 2月27日）
- CHIHIRO「幸せとは」（Smile Company、2013年3月6日 - 3月20日）